# باول فرانكو
باول فرانكو (بالإنجليزية: Paul Franco)‏ هو أكاديمي أمريكي، ولد في 1956.